# Юматилла

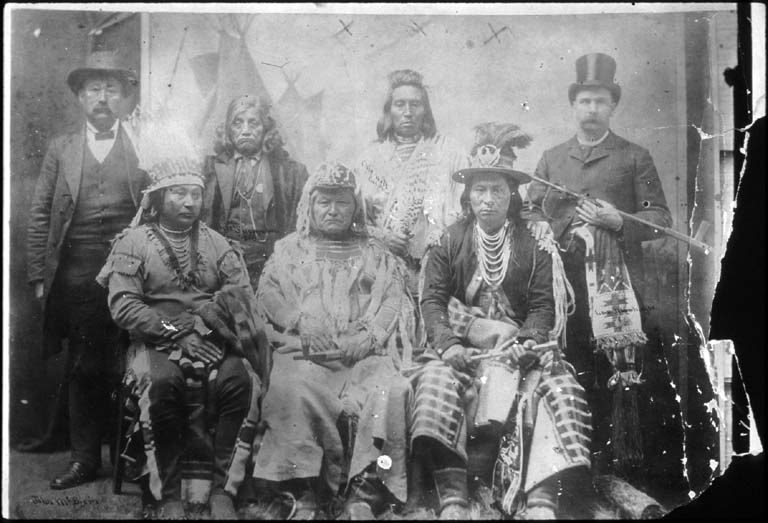
Представители сахаптинских племён в Вашингтоне. (1890). Верхний ряд: Джон Макбейн (крайний слева), вождь каюсов Шовавей, вождь палусов Волчье Ожерелье, и крайний справа — Ли Мурхауз, агент по сношениям с племенем юматилла. Передний ряд: вождь юматилла Пео, вождь валла-валла Хамли, вождь каюсов Молодой Вождь (Тауитау). Все вожди, кроме Шовавей, носят традиционную одежду своих племён.

Юматилла, Umatilla — индейское племя, обитающее в настоящее время в резервации Юматилла. Говорит на языке сахаптинской ветви плато-пенутийской семьи. До контакта с европейцами племя населяло Колумбийское плато на северо-западе США.
В настоящее время племя юматилла вместе с племенами каюсов и валла-валла входят в состав Конфедерации племён резервации Юматилла. Резервация находится близ города Пендлтон в штате Орегон у Голубых гор.
В честь племени назван ряд топонимов: река Юматилла, округ Юматилла в штате Орегон, а также Национальный лес Юматилла. Залив реки Колумбия после дамбы Джона Дэя называется озеро Юматилла.